# Noordoost-Siberië

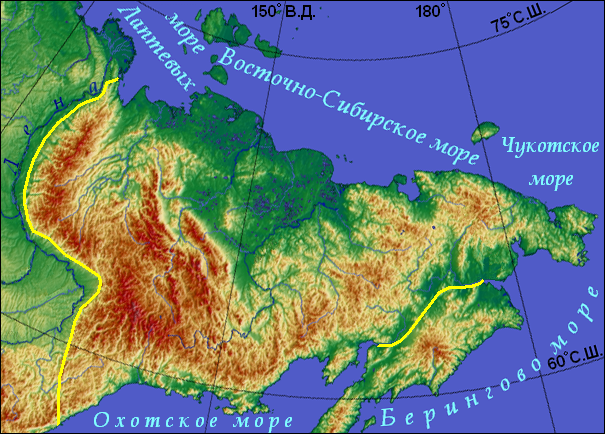
Russischtalige kaart van het gebied

Noordoost-Siberië is een deel van Siberië dat zich in het meest noordoostelijke deel van Eurazië bevindt. Het vormt het noorden van het Russische Verre Oosten en omvat het oostelijkste deel van de Russische deelrepubliek Jakoetië, het autonome district Tsjoekotka, de oblast Magadan en het noordelijkste puntje van de kraj Chabarovsk en het noordwestelijkste punt van de kraj Kamtsjatka.

## Geografie
Noordoost-Siberië ligt op het grensvlak van drie tektonische platen; de Euraziatische in het westen, de Noord-Amerikaanse in het oosten en de Pacifische in het zuiden. Deze zijn van groot belang voor het zeer complexe reliëf in het gebied. Tijdens de lange geologische geschiedenis vonden hier verder belangrijke reconstructies plaats door tektogenese en morfogenese.
Als wordt aangenomen dat Noordoost-Siberië overeenkomt met het Laat-Mesozoïsche Verchojano-Tsjoekotkaanse geplooide tektonische gebied, kunnen de volgende gebieden als de grens worden gezien: 
- westzijde: de vallei van de Lena en de benedenloop van de Aldan, vanwaar ze het Dzjoegdzjoergebergte doorsteekt naar de Zee van Ochotsk;
- zuidoostzijde: hier loopt de grens door het laagland vanaf de monding van de Anadyr naar de monding van de Penzjina;
- noordzijde: de Noordelijke IJszee;
- zuiden en oosten: de Grote Oceaan.

Sommige geografen beschouwen de Pacifische kust niet als onderdeel van Noordoost-Siberië en trekken de grens aan die zijde door de waterscheiding van de rivieren die afwateren op de Noordelijke IJszee en de Grote Oceaan.
De hoogste delen van het gebied bevinden zich aan de westelijke, zuidelijke en oostelijke grens van het gebied. Dit zijn het Verchojanskgebergte, Soentar-Chajata en het Kolymagebergte). Hiervanuit daalt het gebied stapsgewijs af naar beneden via de vele middelmassieven (Jana, Jelgin, Joekagier en andere) en het Tsjerskigebergte, waar zich het hoogste punt van Noordoost-Siberië bevindt; de berg Pobeda (3147 meter). De laagste gebieden zijn het moerassige Jana-Indigirkalaagland en Kolymalaagland.

## Geologische geschiedenis
In het Precambrium en Paleozoïcum verrezen tussengebergten in de vorm van aparte microcontinenten (zoals Kolyma-Omolon), waar tijdens de plooiingen in het Mesozoïcum toppen van plooiingsgebergten tussen verschenen.
Aan het einde van het Mesozoïcum kreeg het gebied te maken met afvlakking. In die periode werd het gebied gekenmerkt door een warm laaglandklimaat en bevonden zich er gemengde naald- en loofbossen en in het gebied waar zich nu de Beringstraat bevindt (Beringlandbrug), drong Noord-Amerikaanse flora het land binnen. Tijdens de alpine plooiing werden de Mesozoïsche structuren onderverdeeld in afgrscheiden blokken, waarvan sommigen werden opgeheven en anderen daalden in hoogte. De tussengebergten werden opgeheven en op plekken waar ze werden doorbroken kwam lava aan de oppervlakte. De plaat van de Noordelijke IJszee daalde in deze periode en het reliëf van Noordoost-Siberië nam de vorm van een amfitheater aan. 